# Juan Carlos Flores
Juan Carlos Flores este un cântăreț și actor mexican, membru al trupei Camaleones. De asemenea a jucat în telenovela Camaleones.